# Ariane 1

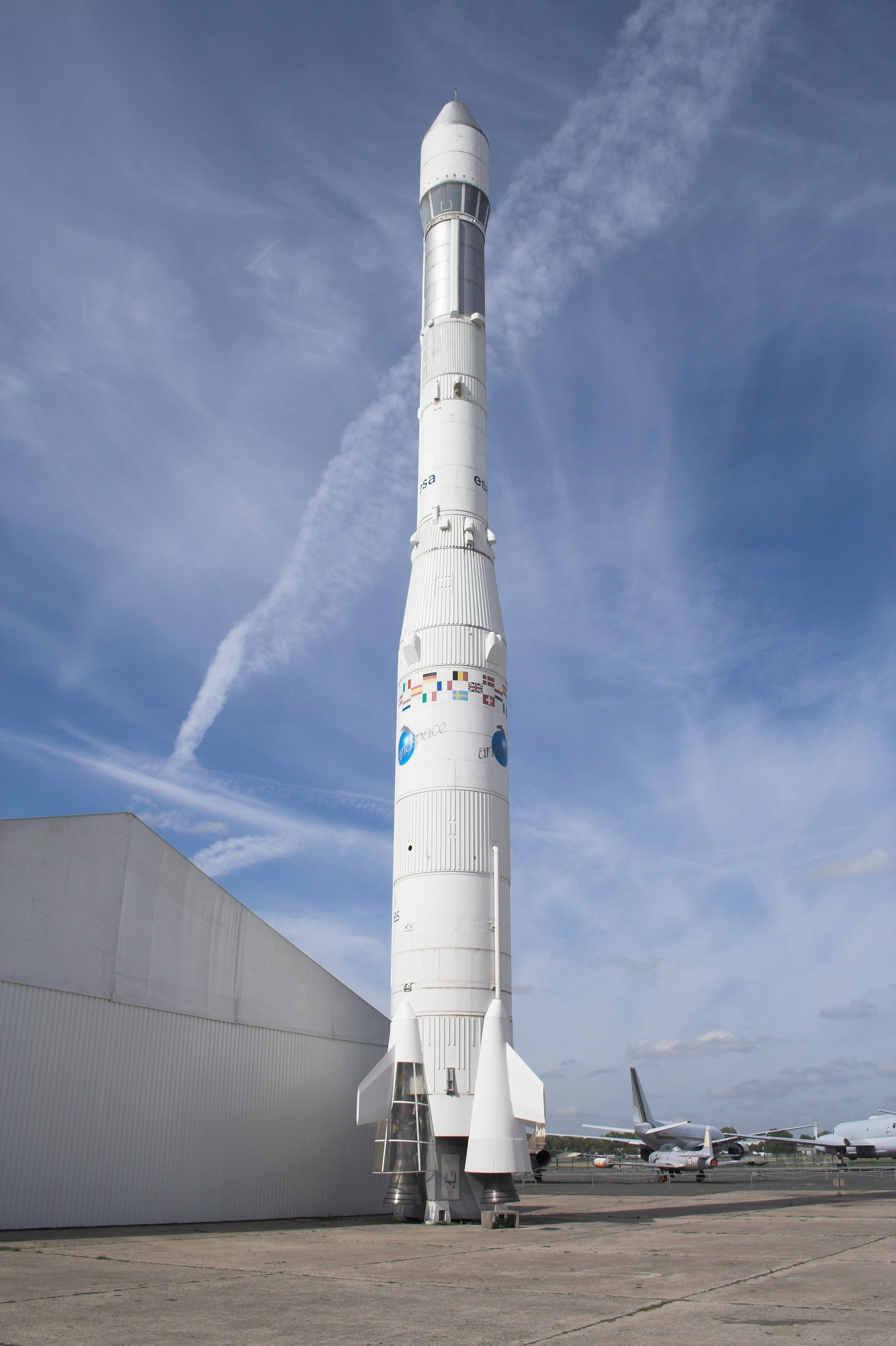
Modell einer Ariane 1 im Musée de l'Air et de l'Espace

Die Ariane 1 war das erste Modell aus der Serie der Ariane-Raketen. Sie ging aus der Europa 3 des gescheiterten Europa-Projekts hervor. Die Entwicklungskosten für die Ariane 1 betrugen 1,7 Mrd. DM (ca. 860 Mio. €).

## Technik
Bei einem Startgewicht von bis zu 210 t hatte die Ariane 1 eine Höhe von 47,4 m und einen Durchmesser von 3,8 m. Nach den Planungen sollte sie eine Nutzlastkapazität von max. 1,7 t in den GTO erreichen. Jedoch stellte sich heraus, dass der spezifische Impuls des HM-7-Triebwerkes der dritten Stufe höher war als berechnet, wodurch die tatsächliche Nutzlastkapazität max. 1,85 t in den GTO betrug. Dabei konnte die Ariane 1 einen großen oder zwei kleinere Satelliten transportieren.
Die Ariane 1 hatte drei Stufen:
- Die erste Stufe war mit vier Viking-Triebwerken der Société européenne de propulsion bestückt.
- Die zweite Stufe besaß ein Viking-Triebwerk. Die Viking-Triebwerke der Ariane 1 verbrauchten die hypergole Treibstoffkombination Stickstofftetroxid/UDMH.
- Die dritte Stufe hatte ein mit der Kombination Wasserstoff/Sauerstoff betriebenes HM-7-Triebwerk mit einem Schub von sieben Tonnen.

Die beiden nachfolgenden Modelle Ariane 3 und Ariane 2 waren nur gering modifizierte Varianten der Ariane 1. Auch die Ariane 4 baute noch weitgehend auf der Ariane 1 auf. Erst die Ariane 5 wurde vom Grund auf neu entwickelt.
Die insgesamt geringe Anzahl von Starts und die wenigen Starts ab 1985 sind durch das Aufkommen der wesentlich stärkeren Ariane 3 im Jahr 1984 und der etwas stärkeren Ariane 2 im Jahr 1986 bedingt.

## Startliste
Dies ist eine vollständige Liste aller Ariane-1-Starts. Alle erfolgten vom Startplatz ELA-1 des europäischen Weltraumbahnhofs Kourou in Französisch-Guyana. Für die Ariane 1 wurde die Startrampe der Europa-2-Rakete umgebaut. Sie wurde auch für den Start der Ariane 2 und 3 eingesetzt.
| Startzeitpunkt (UTC) | Flug Nr. | Nutzlast 1                                                                                     | Orbit 2                                                | Anmerkungen |
| -------------------- | -------- | ---------------------------------------------------------------------------------------------- | ------------------------------------------------------ | --- |
| 24. Dez. 1979 17:14  | L1       | CAT (Technologiekapsel)                                                                        | GTO (Geotransferorbit)                                 | Erfolg Anmerk.: dritte Stufe schaltet zu früh ab. Umlaufbahn trotzdem höher als geplant, weil die 3. Stufe leistungsfähiger war als berechnet. |
| 23. Mai 1980 14:29   | L2       | FIREWHEEL, CAT, AMSAT P3A (Forschungssatellit, Technologiekapsel, Amateurfunksatellit)         | Vor der Küste abgestürzt (geplant: GTO)                | Fehlschlag Verbrennungsinstabilitäten in einem der 4 Triebwerke der ersten Stufe führen zur Explosion kurz nach dem Start.                     |
| 19. Juni 1981 12:32  | L3       | Meteosat 2, CAT Apple (Wettersatellit, Technologiekapsel, experimenteller Nachrichtensatellit) | GTO                                                    | Erfolg |
| 20. Dez. 1981 01:29  | L4       | CAT, MARECS A (Technologiekapsel, Kommunikationssatellit für Schiffe)                          | GTO                                                    | Erfolg |
| 9. Sep. 1982 02:12   | L5       | MARECS B, Sirio (Kommunikationssatellit für Schiffe, experimenteller Kommunikationssatellit)   | Absturz                                                | Fehlschlag Versagen der dritten Stufe |
| 16. Juni 1983 11:59  | L6       | ECS 1, Amsat P3B (Kommunikationssatellit, Amateurfunksatellit)                                 | GTO                                                    | Erfolg |
| 19. Okt. 1983 00:45  | L7       | Intelsat V-F7 (Kommunikationssatellit), 1860 kg                                                | GTO                                                    | Erfolg |
| 5. März 1984 00:50   | L8       | Intelsat V-F8 (Kommunikationssatellit), 1860 kg                                                | GTO                                                    | Erfolg |
| 23. Mai 1984 01:33   | V9       | SPACENET 1 (Kommunikationssatellit)                                                            | GTO                                                    | Erfolg |
| 2. Juli 1985 11:23   | V14      | Giotto (Kometensonde zum Halleyschen Kometen), 960 kg                                          | GTO (Von dort durch eigenen Antrieb auf Erdfluchtbahn) | Erfolg; minimal mögliches Nutzlastgewicht in den GTO                                                                                           |
| 22. Feb. 1986 01:44  | V16      | Spot 1, Viking 1 (Erdbeobachtungssatellit, Forschungssatellit)                                 | SSO                                                    | Erfolg |